# Вълчиград
Античната и средновековна крепост Вълчиград е военно-архитектурно съоръжение, разположено край село Литаково (западно от Ботевград), от което днес са останали само археологически руини.

## География
Градището Вълчиград се намира под едноименния връх, известен и като Градишка чукла. Разполага се на 4.35 km югозападно по права линия от центъра на Литаково на надморска височина от 973 m. Укрепената височина е заобиколена от долините на плитките реки Писана и Боговина. Източно от нея се разполага защитената местност Дренето.

## История
Укреплението възниква като римска пътна станция на древния път между Никополис ад Иструм и Сердика, преминаващ през пролома на Ескус в Хемус. В площта, заградена от крепостната стена личат следи от постройки и водохранилища, чиито стени са с височина 5 метра и ширина 2 метра